# Siège de Reims
Cet article concerne le siège de 1359-1360. Pour le raid de 1429, voir Raid sur Reims. Pour la bataille de 1814, voir Bataille de Reims (1814).
Guerre de Cent Ans
Batailles
Le siège de Reims est un épisode de la chevauchée d'Édouard III de 1359 et 1360 durant la guerre de Cent Ans. L'attaque débute au début du mois de décembre mais est abandonnée par Édouard III, dépourvu de matériel de siège, le 11 janvier 1360.

## Contexte
Après la bataille de Poitiers et la capture de Jean II le Bon en 1356, la Jacquerie et la révolte d'Étienne Marcel en 1358, le roi d'Angleterre Édouard III tente d'en finir avec la monarchie française en se faisant couronner roi de France à Reims, centre religieux du royaume. Les hostilités entre la France et l'Angleterre reprennent en 1359. Édouard débarque le 28 octobre 1359 à Calais avec une armée d'au moins 12 000 hommes.
La chevauchée traverse l'Artois, le Cambrésis et la Picardie avant de s'orienter vers Reims, où Édouard III espère se faire couronner roi de France. Il compte peut-être pour cela sur la bonne volonté de Jean de Craon, archevêque de Reims, mais celui-ci semble acquis à la cause française. Avec les bourgeois, ce dernier a choisi Gaucher de Châtillon pour diriger la défense. Les Rémois n'ignoraient pas en effet qu'ils seraient très vraisemblablement la cible d'une attaque ; le dauphin Charles les avait prévenu du danger dès le 10 juillet. Ils ont donc considérablement renforcé les fortifications entourant la cité et rassemblé des vivres sous les ordres d'un capitaine : Gaucher de Châtillon.

## Déroulement
Le siège dure cinq semaines. Aucune attaque sérieuse n'est tentée. Toutefois, de nombreux pillages ont lieu aux alentours de la ville, et même dans le Rethélois. Eustache d'Auberchicourt s'empare d'Attigny, Bartholomew de Burghersh (en) assiège Cormicy, le duc de Lancastre Henry de Grosmont attaque Cernay-en-Dormois qu'il fait brûler le 30 décembre. Les places fortes d'Autry et de Manre sont capturées. Le capitaine chargé de tenir Cormicy, Henri de Vaux, finit par se rendre. Toutefois, tous ses succès ne permettent aucune avancée au niveau de Reims. Les Rémois ont réussi à informer le dauphin qui leur a promis du secours. Finalement, Édouard III lève le siège.

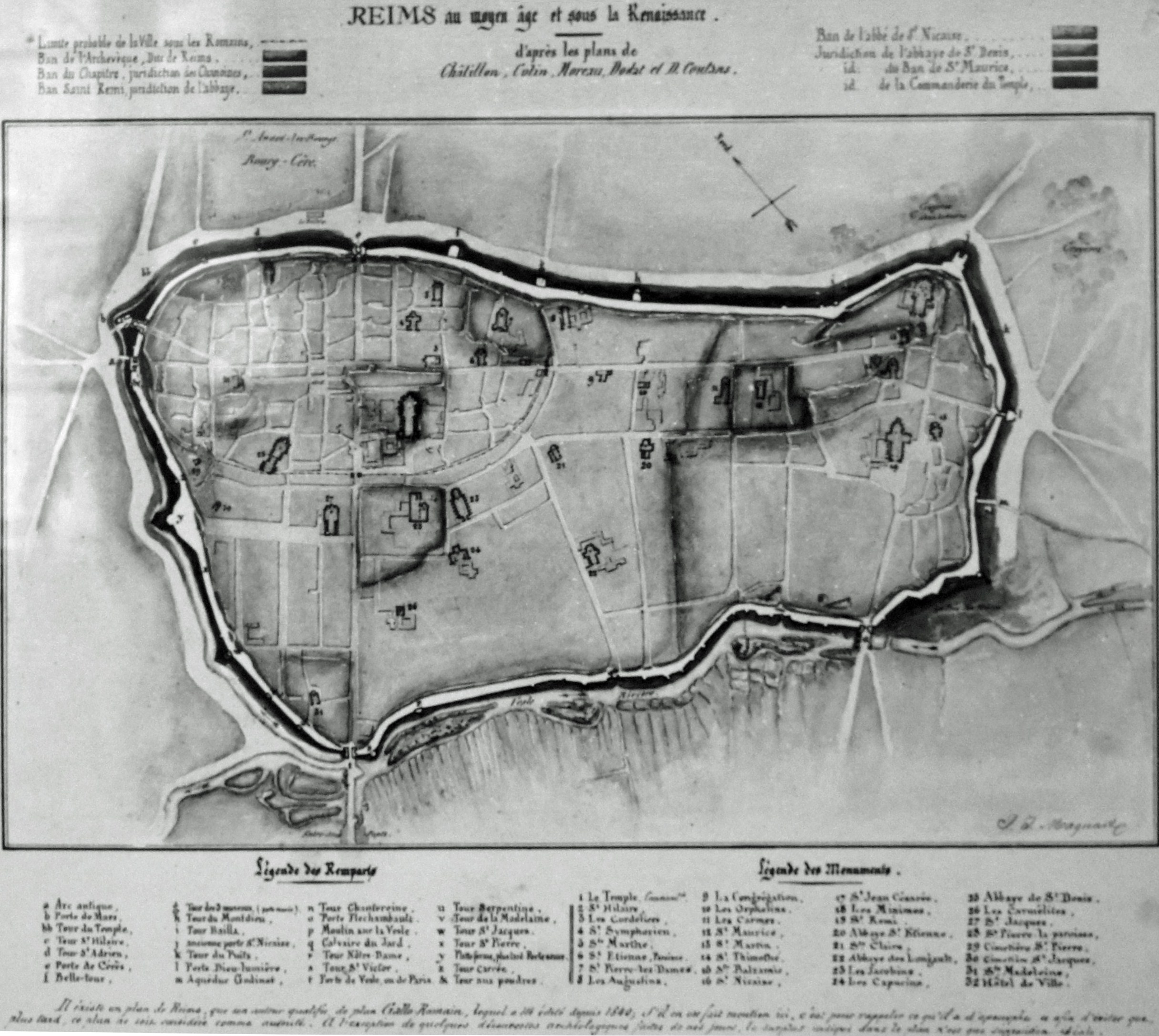
L'enceinte,
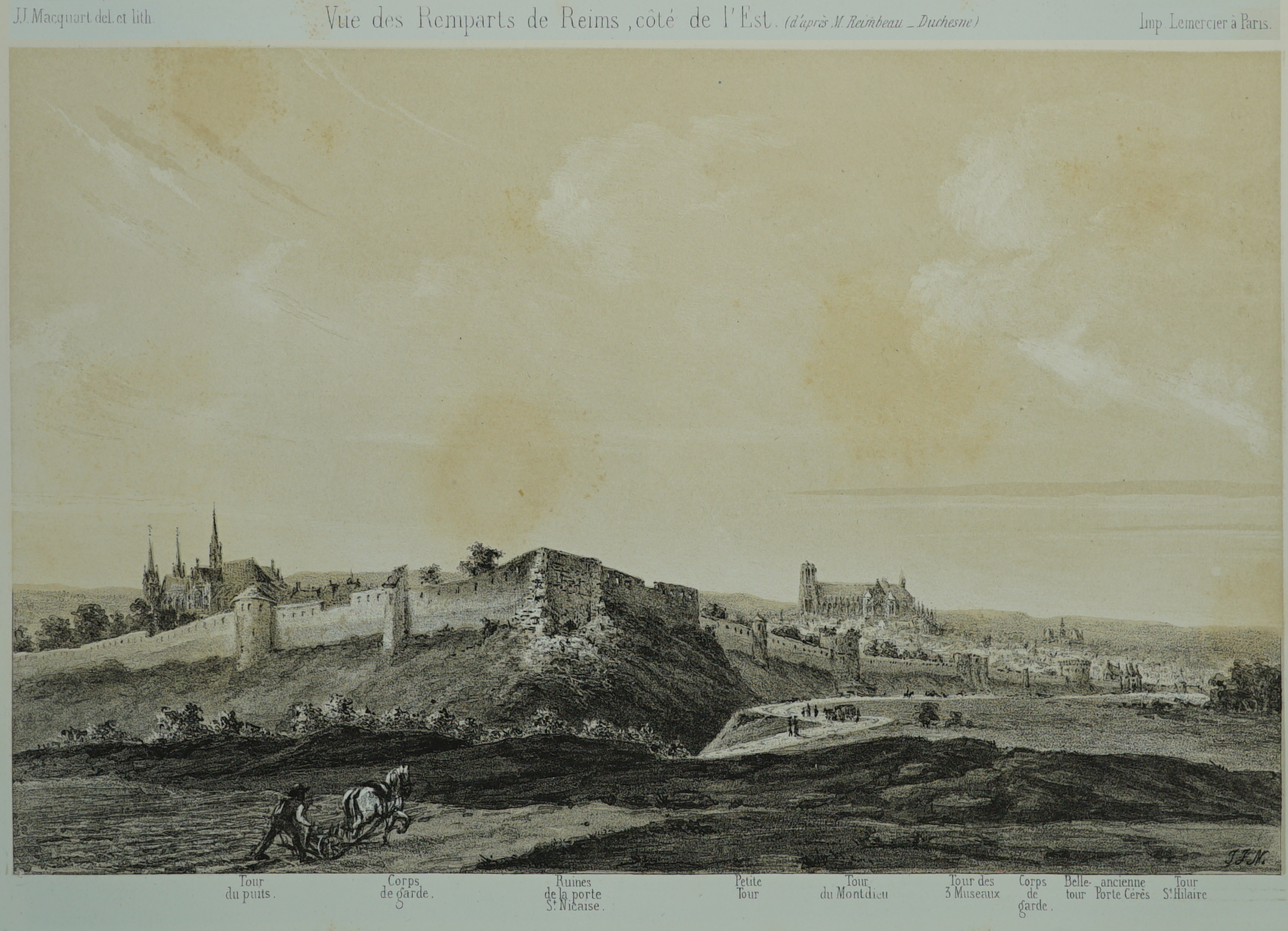
vue sud/est,
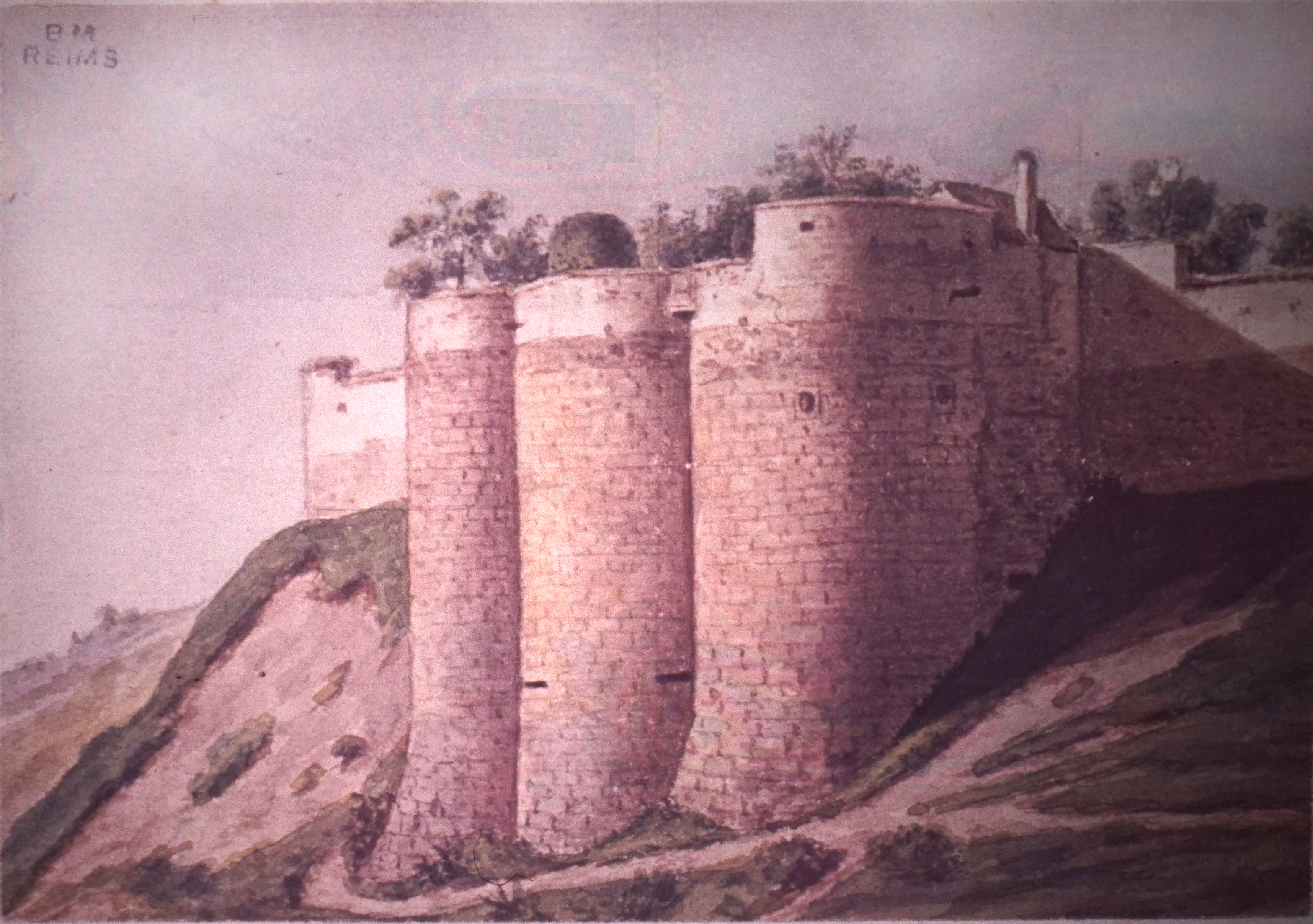
tour des trois museaux.

## Conséquences
Après le départ d'Édouard III, les Rémois organisent plusieurs expéditions et reprennent notamment le château de Sissonne et la forteresse de Courlandon.
Pendant ce temps, une flotte normande débarque en Angleterre et pille la ville de Winchelsea le 15 mars 1360. Les Anglais sont confrontés à la tactique de la terre déserte menée par le dauphin. Ils sont harcelés de toutes parts, affamés, et privés de chevaux, morts par manque de fourrage. Poursuivant pourtant leur route vers Paris, ils mettent le siège pendant quelques jours, avant de lever le camp. La chevauchée d'Édouard III se termine le 13 avril devant Chartres lorsqu'une tempête tue plus de 1 000 soldats anglais, ce qu'Édouard III interprète comme une punition divine. Le dauphin Charles en profite alors pour proposer à Édouard III la paix que ce dernier accepte. Le traité de Brétigny est signé le 8 mai 1360 et met fin à la première phase de la guerre de Cent Ans.